# Gara Brusturoasa
Brusturoasa hc. este o haltă pentru călători aflată în comuna Brusturoasa din județul Bacău. Halta este situată la km 48+450 dinspre Târgu Ocna, respectiv 98+640 dinspre Adjud, pe linia CFR 501 Siculeni–Comănești–Adjud.

## Context
Începând din 1870, guvernul ungar și cel român au planificat realizarea mai multor linii de cale ferată peste Munții Carpați, care formau la acel moment o graniță lungă între cele două țări. În anul 1875, antreprenorul englez George Baden Crawley a primit concesiunea pentru construirea liniilor Ploiești–Predeal și Adjud–Târgu Ocna. Legea care consfințea cele două concesiuni a fost adoptată pe 22 iulie 1875, însă concesionarul a tărăgănat proiectul, motivând întârzierile prin dificultatea terenului, care necesita numeroase lucrări de artă și apărări. Separat, politicienii români erau nemulțumiți de costurile foarte mari ale investiției și căutau ieșirea Principatelor Române din aceste contracte. Izbucnirea Războiului de Independență a întrerupt activitățile companiei lui Crawley, care ulterior a pierdut ambele concesiuni, dar presiunile diplomatice britanice au permis compensarea sa cu titluri de stat garantate de taxa pe alcool. Crawley nu demarase lucrări pentru construcția căii ferate Adjud–Târgu Ocna, însă până la data pierderii concesiunii el executase totuși studiile de teren.
După război, după ce au fost aduse mai multe modificări proiectului lui Crawley pentru a fi îmbunătățit traseul ales, lucrările au fost reluate de Direcțiunea Generală C.F.R. și finalizate în 1884.
Era o perioadă în care bogatele zăcăminte de cărbuni și țiței de pe Valea Trotușului începuseră să fie exploatate intensiv, determinând astfel guvernul să accelereze prelungirea căii ferate de la Târgu Ocna către Comănești și mai departe, către granița ungară.

## Execuție și exploatare

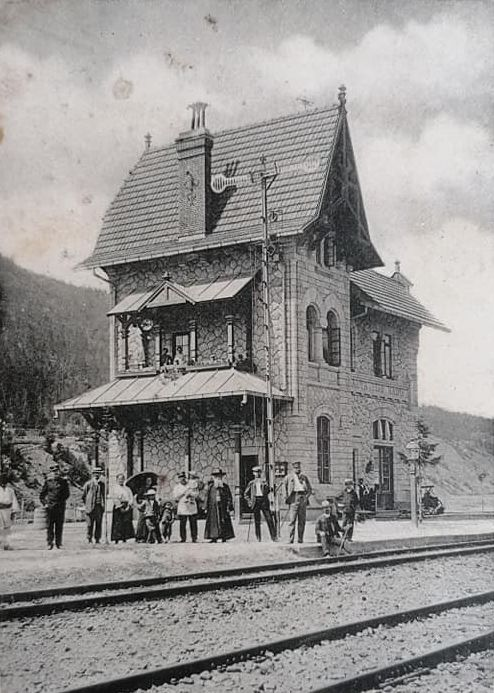
Halta „Elie Radu” la începutul anilor 1900. Clădirea nu mai există în prezent.

Cu proiectarea și supravegherea execuției secțiunilor de cale ferată din regiune a fost însărcinat Serviciul de studii și construcțiuni din Direcția generală de studii și construcții a Ministerului Lucrărilor Publice, condus de inginerul inspector Elie Radu. Sub îndrumarea acestuia, tronsonul de cale ferată dintre Târgu Ocna și Comănești, în lungime de 23,43 km, a fost finalizat pe 27 septembrie 1898. O ramificație de la Comănești la Moinești, în lungime de 7,68 km, a fost inaugurată pe 15 mai 1899.
Ultimul tronson din linia care urma să facă legătura cu Regatul Ungar, de la Comănești la Palanca, la acea vreme localitate de graniță, a fost pus în funcțiune pe 6 septembrie 1899, realizându-se astfel joncțiunea cu calea ferată ardeleană la doi kilometri de gara din Ghimeș. În timpul execuției întregii linii Târgu Ocna–Palanca, Elie Radu, ajutat de arhitectul Petre Antonescu, a introdus stilul arhitectonic românesc la construirea gărilor.
Pentru ultima secțiune de linie, Comănești–Palanca, în lungime de 40,19 km, au fost construite șase gări, un tunel lângă Goioasa, mai multe poduri peste diverse văi și peste râul Trotuș. Una din cele șase gări a fost realizată în satul Brusturoasa și a fost denumită „Elie Radu”, în onoarea celui care a dirijat concepția și supervizarea întregului proiect. 
Cu proiectul arhitectonic al gării a fost însărcinat arhitectul italian Giulio Magni, care a locuit și lucrat zece ani la București, angajat al Serviciului Tehnic din cadrul Primăriei București și autor a numeroase lucrări de prestigiu precum Hala Traian din București și gările gemene Curtea de Argeș și Comănești. Clădirea gării de la Brusturoasa a fost executată din zidărie de piatră cioplită.
În lucrarea „Proiectul feroviar românesc (1842-1916)”, arhitectul Toader Popescu consideră că aspectul gării din Brusturoasa „constituie un exercițiu în direcția unei arhitecturi mai degrabă regionalizante, montane și rustice, decât o realizare a stilului național propriu-zis”. Popescu descrie stilul arhitectonic al gării „Elie Radu” drept „o sinteză între elemente medievale (neo-romanice și neo-gotice) și accente materiale locale”, care a inaugurat o direcție „a unei arhitecturi regionale, cu accente ludice și istoriciste, ce acordă importanță egală surselor istorice și contextului local”. Toader Popescu mai notează în lucrarea sa și că acest stil arhitectonic a fost abordat ulterior și de alți arhitecți de gări din România.
În 1903, ziarul Adevărul a descris în numărul 5017 din 13 iulie solemnitatea punerii pietrei de temelie a noii școli din comuna Brusturoasa. La festivitate au luat parte Petru Radu, „inginer al județului, medic de plasă Văldeanu, d. conductor, d. primar din Moinești Emil Crupenschi, preotul, învățătorul și mai mulți săteni”. Ziarul a consemnat că au venit și „foarte mulți vizitatori din Tg.Ogna, Moinești, Comănești și chiar din Ungaria”. Conform articolului, trenul cu vizitatori a sosit „la orele 10 dimineața” în gara „Elie Radu”, aceștia fiind așteptați pe peron de „primarul comunei Brusturoasa cu întreg consiliul comunal”.
În 1938, halta „Elie Radu” a fost redenumită „Brusturoasa”. Clădirea a rămas în funcțiune până la Al Doilea Război Mondial. După evenimentele de la 23 august 1944, armata germană aflată în retragere a produs mari distrugeri comunei Brusturoasa. Pe 25 august 1944, satul a fost incendiat, iar puținele case rămase în picioare, printre care și gara, au fost distruse de aviație.
După război a fost construită o nouă clădire pe amplasamentul vechii gări. În anul 2020, prin proiectul de hotărâre nr. 2329 din 22.04.2020 al Consiliului Local Brusturoasa, porțiunea drumului național DN12A care trece prin fața gării a fost redenumită „strada Ing. Elie Radu”.